# Arum creticum
Espèce
Classification phylogénétique
Arum creticum est une espèce d'Aracées du genre Arum, endémique à la Crète et à l'île de Karpathos, en Grèce. Cette plante se raréfie dans les pentes rocailleuses, qui constituent son habitat naturel.
Contrairement à la plupart des arums, la spathe de cet arum est étalée et il est agréablement parfumé.

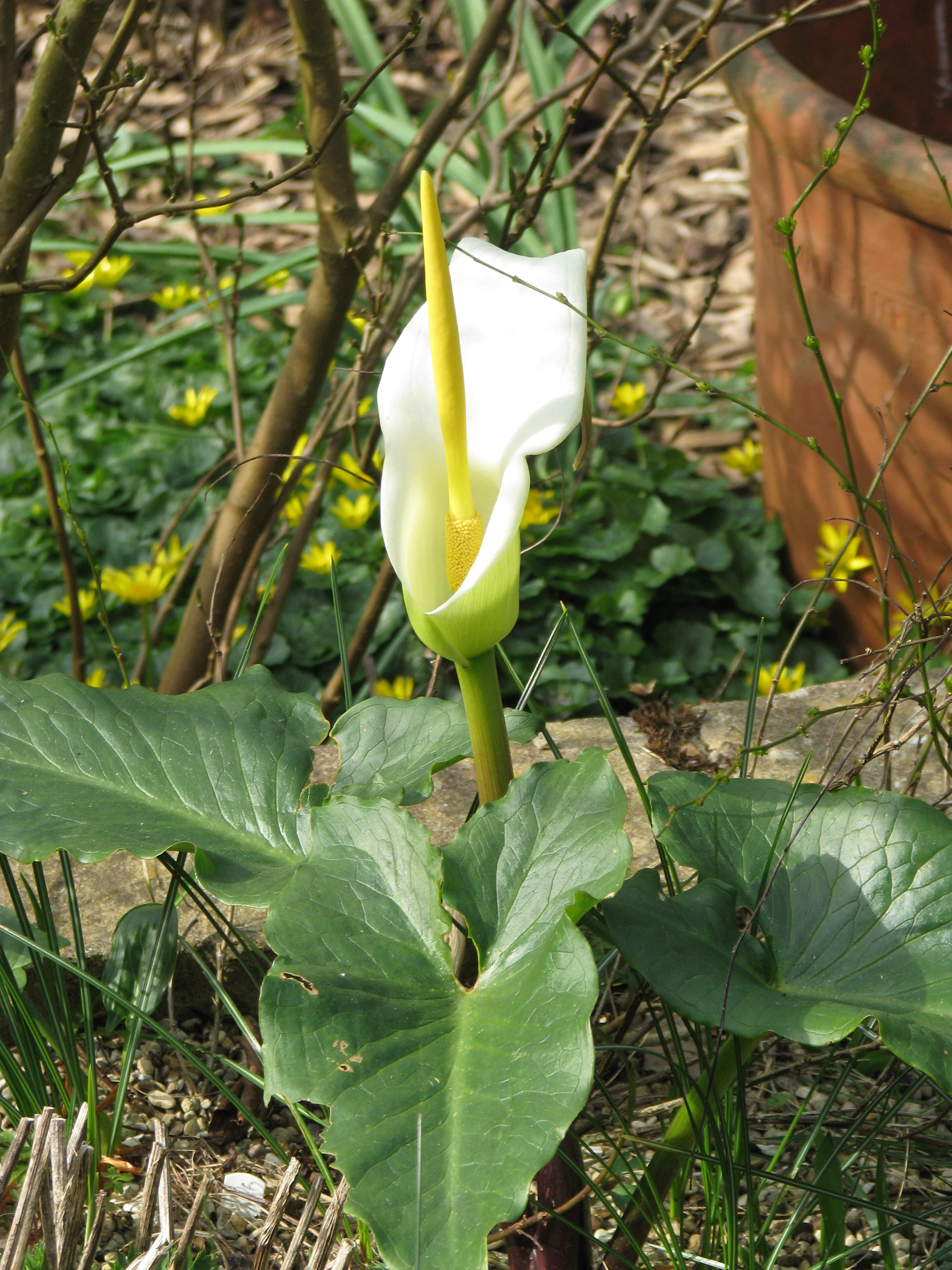
Fleur et feuilles de Arum creticum Marmaris